# Dendrobium smillieae
Dendrobium smillieae är en orkidéart som beskrevs av Ferdinand von Mueller. Dendrobium smillieae ingår i släktet Dendrobium, och familjen orkidéer. Inga underarter finns listade i Catalogue of Life.

## Bildgalleri

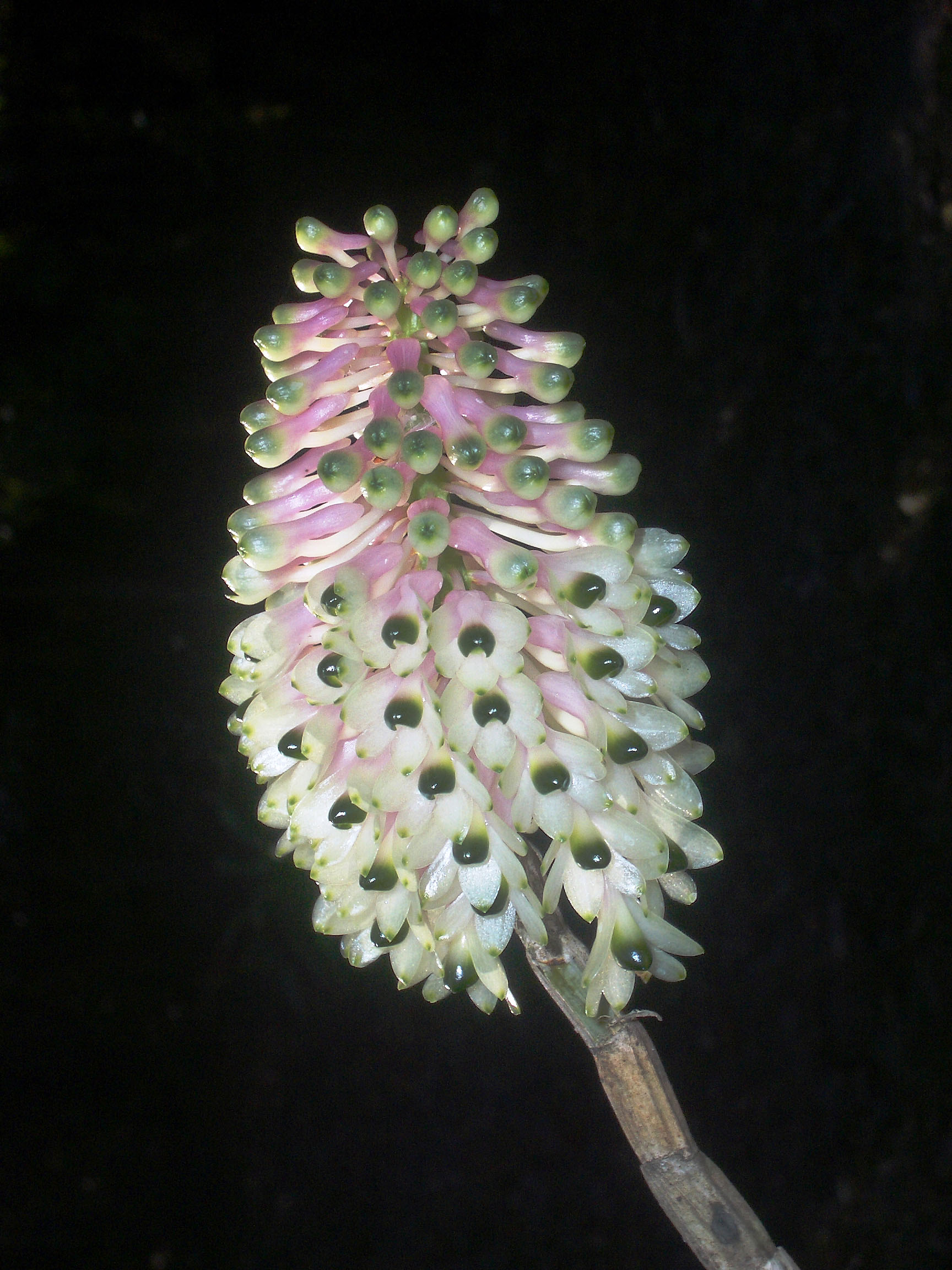
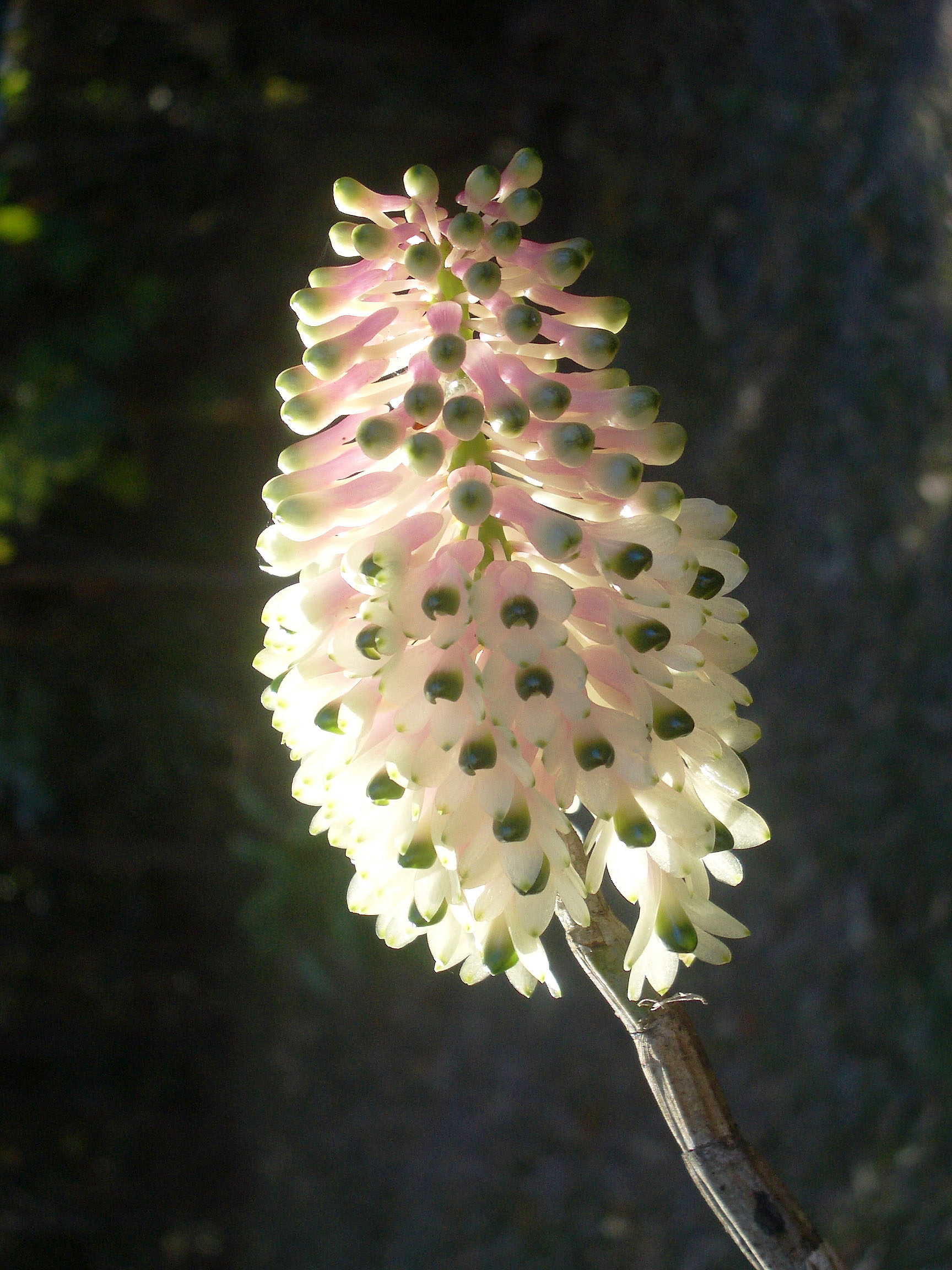
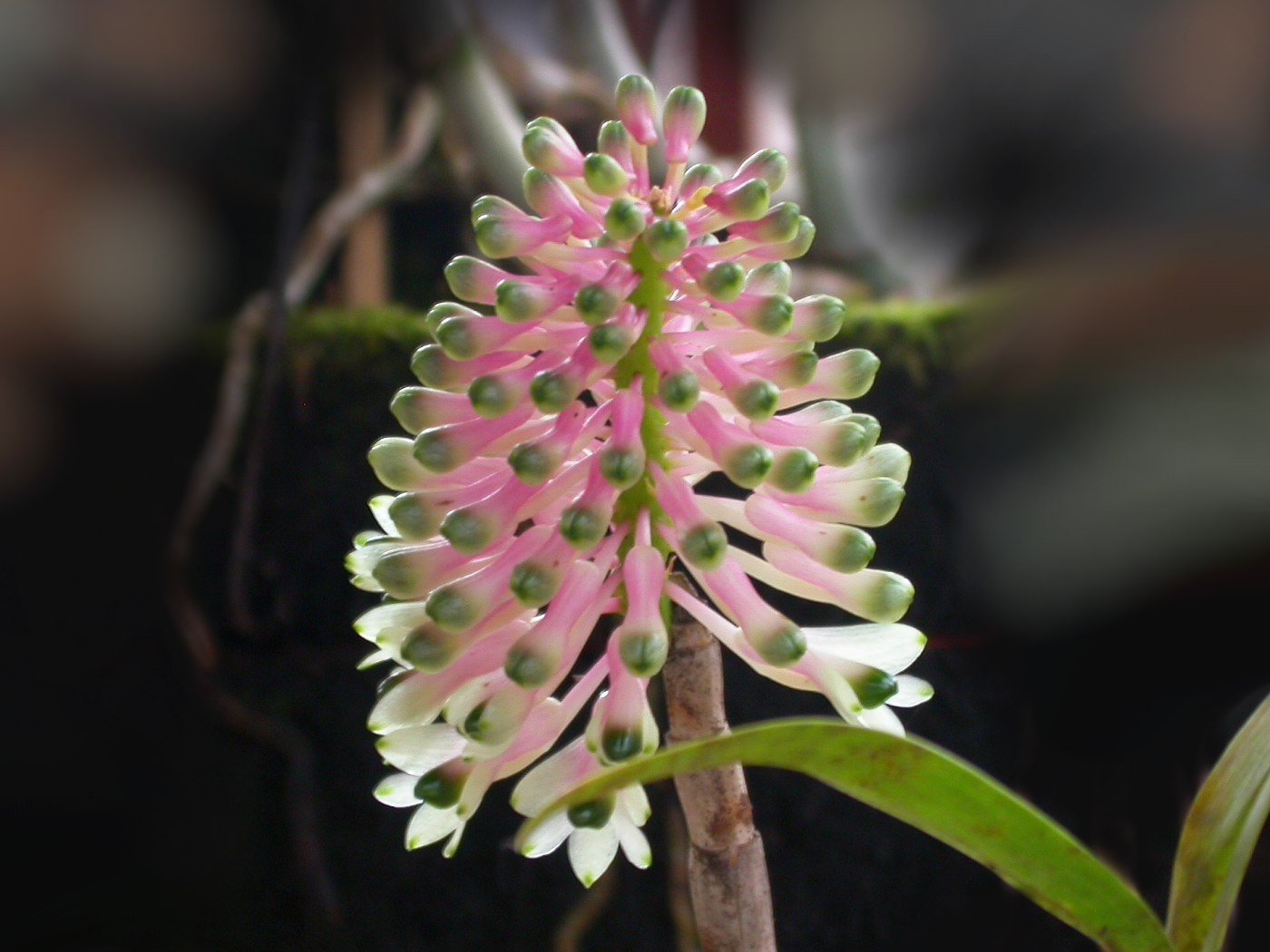
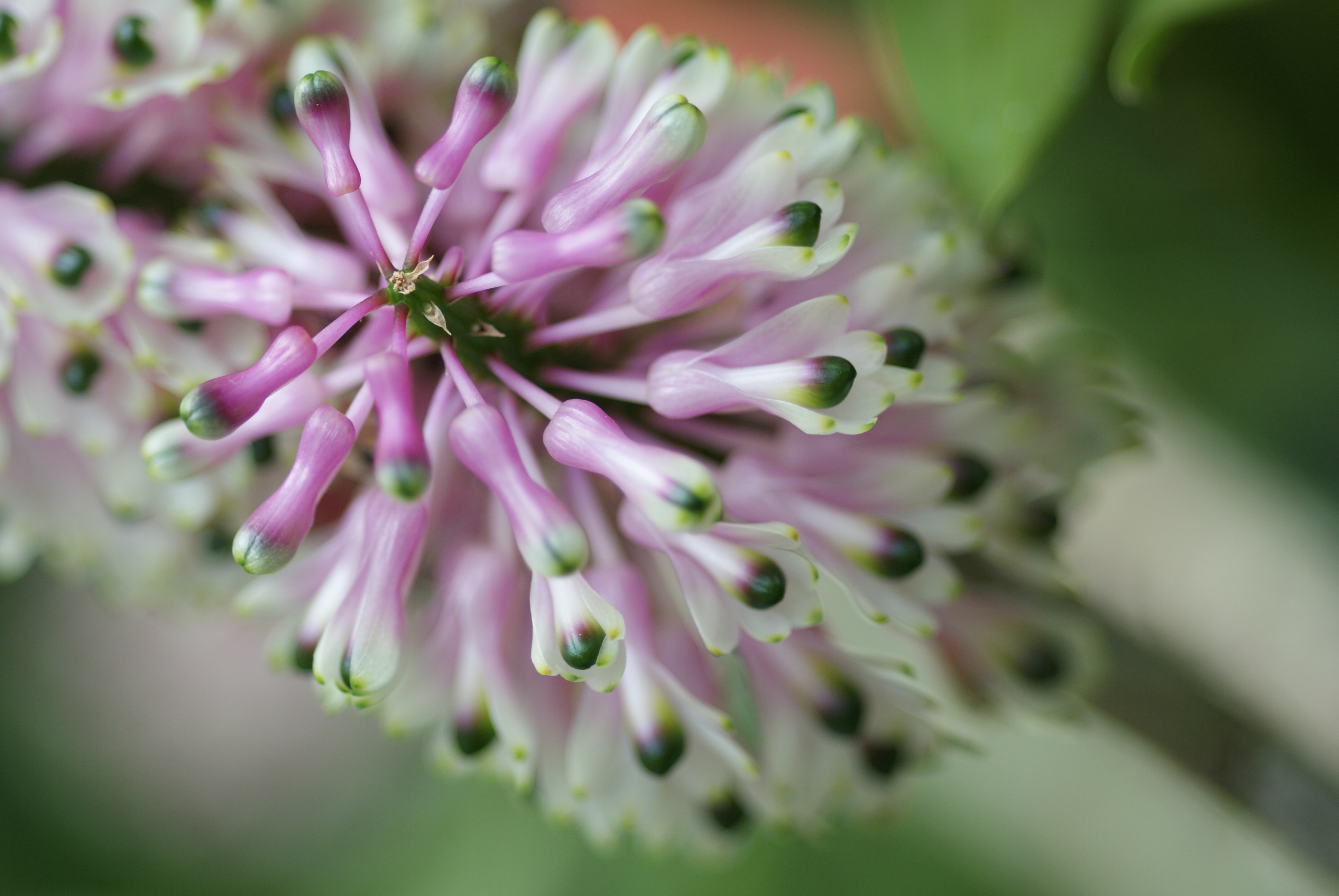
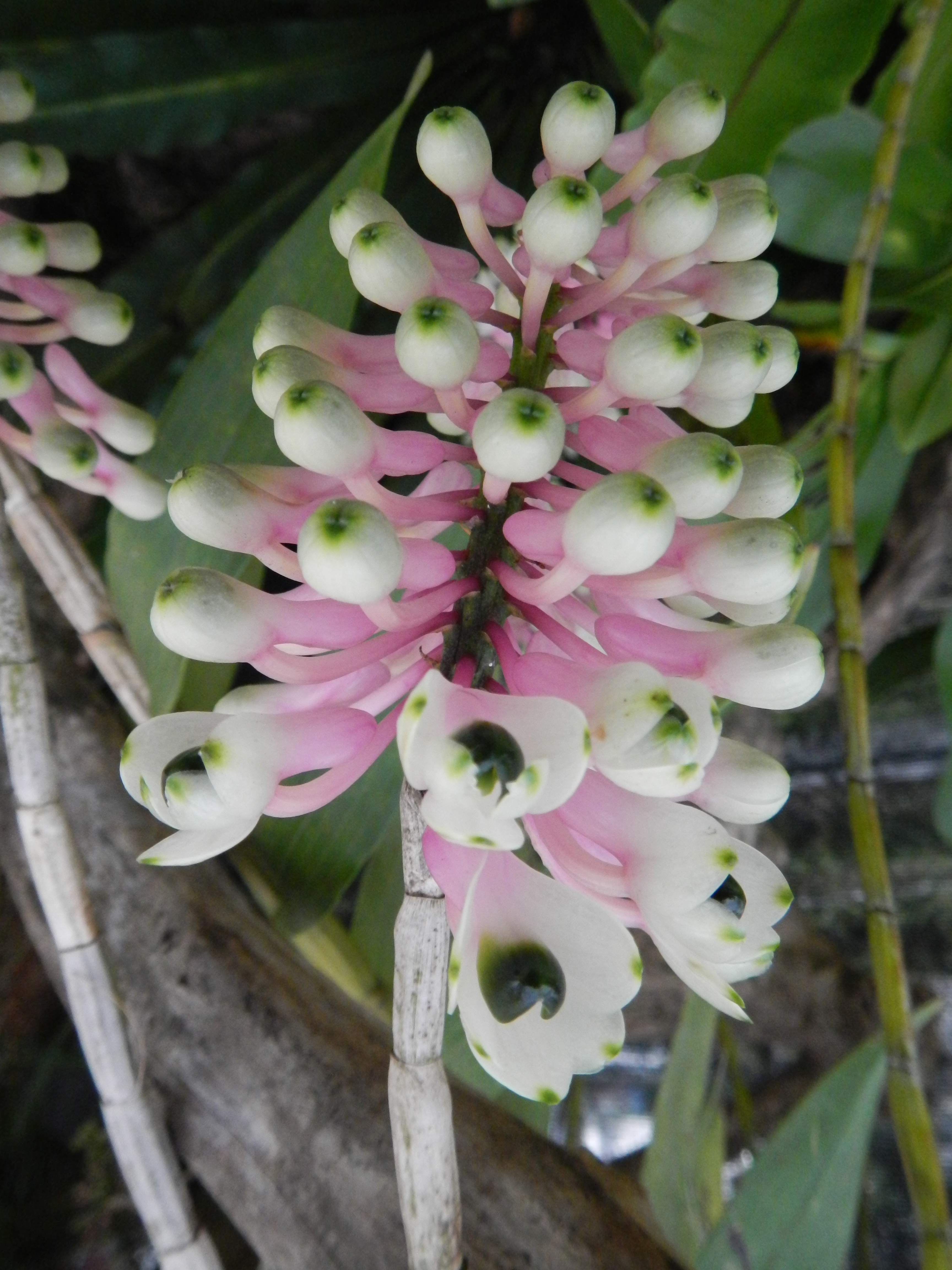
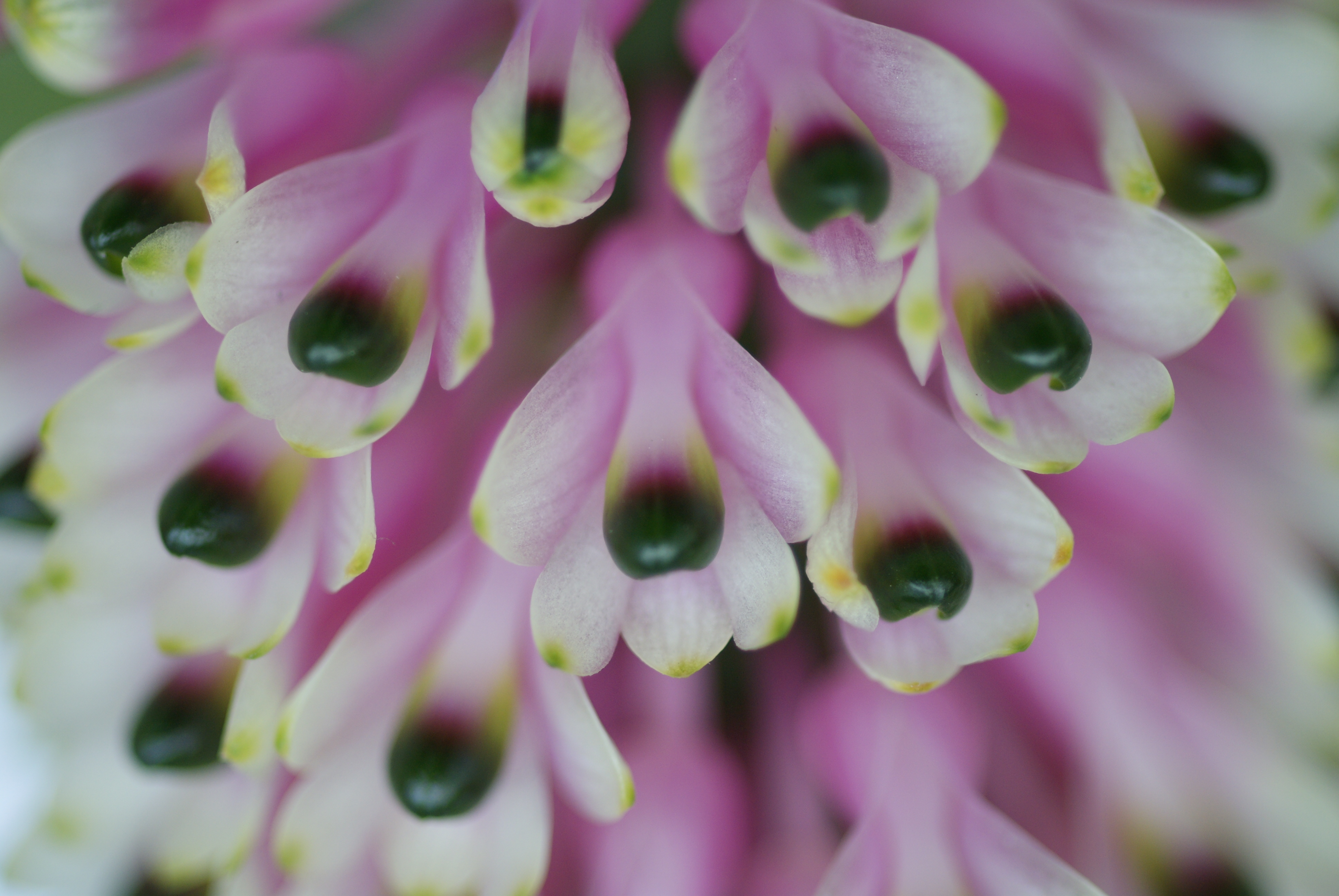